# (14968) Kubáček
(14968) Kubáček, désignation internationale (14968) Kubacek, est un astéroïde de la ceinture principale.

## Description
(14968) Kubacek est un astéroïde de la ceinture principale. Il fut découvert le 23 août 1997 à Modra par Adrián Galád et Alexander Pravda. Il présente une orbite caractérisée par un demi-grand axe de 2,57 UA, une excentricité de 0,10 et une inclinaison de 5,4° par rapport à l'écliptique.

## Compléments